# Ondřej Plašil
Ondřej Plašil (* 21. listopadu 1966) je český politik ODS, v letech 2006–2010 poslanec Parlamentu ČR.

## Biografie
Absolvoval Pedagogickou fakultu Univerzity Palackého v Olomouci (obor přírodní vědy). Organizoval koncerty undergroundových hudebních skupin a pak podnikal v tiskařských službách. V domovském Kolíně je spolumajitelem polygrafické firmy. Je ženatý, má dvě děti.
Členem ODS se stal v roce 1997. V komunálních volbách roku 1998, komunálních volbách roku 2002 a komunálních volbách roku 2006 byl zvolen do zastupitelstva města Kolín za ODS. Profesně se uvádí k roku 1998 jako ředitel polygrafické společnosti, roku 2002 jako ředitel společnosti a v roce 2006 coby poslanec. V roce 2006 se uvádí jako kolínský radní se zodpovědností za finance a investice.
Ve volbách v roce 2006 byl zvolen do poslanecké sněmovny za ODS (volební obvod Středočeský kraj). Působil jako člen kontrolního výboru. Ve sněmovně setrval do voleb v roce 2010.